# 藤原経家 (権中納言)
藤原 経家（ふじわら の つねいえ）は、平安時代中期の公卿。藤原北家小野宮流、権中納言・藤原定頼の子。官位は正三位・権中納言。

## 経歴
後一条朝の長元4年（1031年）従五位下に叙爵し、翌長元5年（1032年）侍従に任官する。
少納言を経て、後一条朝末の長元9年（1036年）正五位下・右少弁に叙任されると、長暦4年（1040年）従四位下、長久4年（1043年）従四位上・右中弁、永承元年（1046年）正四位下、永承3年（1048年）蔵人頭兼権左中弁、永承5年（1050年）には正官の左中弁・平定親を超えて右大弁に任ぜられるなど、後朱雀朝から後冷泉朝にかけて弁官を務めながら昇進を重ねる。
天喜4年（1056年）従三位に叙せられて公卿に列す。天喜6年（1058年）左大弁を経て、康平4年（1061年）参議に任ぜられた。議政官としても弁官を兼帯し、康平6年（1063年）正三位に至る。治暦元年（1065年）権中納言に昇任し、30年近くに亘って務めた弁官の職を離れた。
後三条朝初頭の治暦4年（1068年）5月25日薨去。享年51。最終官位は権中納言正三位。

## 官歴
『公卿補任』による。
- 長元4年（1031年） 2月28日：従五位下（源倫子給）
- 長元5年（1032年） 11月28日：侍従
- 長元6年（1033年） 正月7日：従五位上（春宮御給）。正月28日：少納言
- 長元8年（1035年） 正月30日：紀伊権守
- 長元9年（1036年） 正月7日：正五位下（章子内親王御給）。2月27日：右少弁
- 長元10年（1037年） 3月5日：造大安寺長官
- 長暦2年（1038年） 正月14日：五位蔵人。4月8日：兼斎院長官、止大安寺長官
- 長暦4年（1040年） 正月7日：従四位下（弁労）。正月12日：還昇。
- 長久4年（1043年） 正月7日：従四位上（祐子内親王御給）。9月19日：右中弁
- 寛徳2年（1045年） 正月16日：春宮殿上。
- 永承元年（1046年） 3月18日：正四位下（天皇自内大臣二条第還御内裏賞）
- 永承3年（1048年） 12月7日：権左中弁。12月16日：蔵人頭
- 永承4年（1049年） 2月5日：兼伊予介（装束使労）
- 永承5年（1050年） 9月17日：右大弁（超左中弁平定親）
- 永承6年（1051年） 2月13日：兼皇后宮権亮（皇后・藤原寛子）
- 永承7年（1052年） 11月3日：兼内蔵頭
- 天喜2年（1057年） 2月22日：兼備中権守、去内蔵頭
- 天喜4年（1056年） 正月7日 ：従三位（去天喜2年行幸皇后宮賞）
- 天喜6年（1058年） 4月24日：左大弁
- 康平4年（1061年） 3月29日：兼勘解由長官。12月8日：参議
- 康平5年（1062年） 正月30日：兼播磨権守
- 康平6年（1063年） 正月5日：正三位（中弁之時行幸行事賞）
- 治暦元年（1065年） 12月8日：権中納言
- 治暦4年（1068年） 5月25日：薨去（権中納言正三位）

## 系譜
- 父：藤原定頼
- 母：源済政の娘
- 妻：大江定綱の娘
  - 男子：藤原公定（1049-1099）
- 生母不明の子女
  - 男子：公円
- 養子
  - 男子：藤原定綱（1032-1092） - 藤原頼通の四男